# شعب لوكايان

توزيع الأراواك تاينو والكاريب وجوانهاتابي في جزر الأنتيل وقت وصول الإسبان.

شعب لوكايان هم السكان الأصليون لجزر الباهاماس قبل الغزو الأوروبي للأمريكتين. كانوا فرعًا من شعب تانيوس الذي كان يسكن معظم جزر الكاريبي في ذلك الوقت.  كان اللوكايان أول الأمريكيين الأصليين الذين قابلهم كريستوفر كولومبس. بعد فترة وجيزة من الاحتكاك بهم، اختطف الإسبان اللوكايان واستعبدوهم، وبلغت الإبادة الجماعية ذروتها بالقضاء الكامل على شعب لوكايان من جزر الباهاماس بحلول العام 1520.
أفيد أنه عُثر على بعض الجماجم والقطع الأثرية العائدة «لشعب سيبوني» في جزيرة أندروس، ولكن رغم وصول السيبوني إلى الباهاماس قبل اللوكايان، فإنهم لم يتركوا خلفهم أي دليل معروف على الاستيطان. عثر على بعض المواقع الأثرية المحتمل أنها لسيبوني في أماكن أخرى في الباهاماس، ولكن موقعًا واحدًا فقط من المواقع التي خضعت للتأريخ بالكربون المشع، يعود تاريخه إلى منتصف وأواخر القرن العشرين، وهو موقع معاصر لوجود اللوكايان في الجزر.
تحتوي مذكرة كريستوفر كولومبس على الملاحظات المعاصرة الوحيدة للوكايان. ثمة معلومات أخرى عن عادات اللوكايان مستمدة من الاستكشافات الأثرية ومقارنتها مع ما يعرف بحضارة تاينو في كوبا وهيسبانيولا. تميز اللوكايان عن التاينوس في كوبا وهيسبانيولا في حجم منازلهم، وتنظيم وموقع قراهم، والموارد التي استخدموها، والمواد التي استعملوها في صناعة الفخار.

## الأصل والاستيطان
في وقت ما بين سنتي 500 و800 ميلادية، بدأ شعب تاينوس بالعبور من هيسبانيولا وكوبا إلى الباهاماس مستخدمين زوارق خشبية من جذوع الأشجار. كانت الطرق المفترضة للهجرات الأولية هي من هيسبانيولا إلى جزر كايكوس، ومن هيسبانيولا أو شرق كوبا إلى جزيرة إناغوا الكبرى، ومن وسط كوبا إلى لونغ آيلاند (وسط جزر الباهاماس). تختلف مواقع المستوطنات في جزر كايكوس عن تلك الموجودة في أماكن أخرى من جزر الباهاماس، وهي تشبه المواقع الموجودة في هيسبانيولا المتعلقة بمستوطنات تاينو القديمة التي نشأت بعد عام 1200. يشير ويليام بأن المواقع الموجودة في كايكوس تمثل استعمارًا حصل بعد عام 1200 من قبل التاينوس من هيسبانيولا الذين جاؤوا بحثًا عن الملح من الملاحات الطبيعية (مواقع استخراج الملح) على الجزيرة. إناغوا الكبرى أقرب إلى كل من هيسبانيولا (90 كيلومتر) وكوبا (80 كيلومتر) أكثر من أي جزيرة أخرى في الباهاماس، وتحتوي المواقع الموجودة في إناغوا الكبرى على أعداد كبيرة من الفخار المعالج بالرمل المستورد من كوبا وهيسبانيولا، في حين تحتوي المواقع الموجودة في الجزر الأخرى من الباهاماس على المزيد من الفخار المبطن بالأصداف، والذي نشأت صناعته في الباهاماس. في حين أفاد كريستوفر كولومبوس عن التجارة باستخدام القوارب الخشبية بين كوبا ولونغ آيلند، انطوى ذلك على رحلة لا تقل عن 260 كيلومترًا في المياه المفتوحة، التي كانت في معظمها مياهً ضحلة في حوض البهاماس العظيم. علاوة على ذلك، من المرجح أن التاينوس لم يستقروا في وسط كوبا إلا بعد عام 1000، ولا يوجد دليل واضح على أن ذلك كان الطريق الذي بدأت فيه المستعمرات في الباهاماس.
من أولى المستوطنات في جزيرة إناغوا الكبرى، توسع اللوكايان في جميع أنحاء جزر الباهاماس خلال نحو 800 عام (بين عامي 700 – 1500)، ليصلوا إلى تعداد بلغ 40 ألف نسمة. كانت أعلى كثافة سكانية في الوقت الذي حصل فيه أول اتصال أوروبي موجودة في المنطقة الجنوبية الوسطى من جزر الباهاماس، وانخفضت بالاتجاه شمالًا، ما يعكس القصر التدريجي لفترة احتلال الجزر الشمالية. تنحصر مواقع استيطان اللوكايان المعروفة على الجزر التسعة عشر الأكبر في الأرخبيل، أو على الجزر الصغيرة المنخفضة الواقعة على بعد أقل من كيلومتر واحد من تلك الجزر.